# Adam Mikołaj Sieniawski
Adam Mikołaj Sieniawski (1666 – 18. únor 1726 Lvov) byl polský šlechtic z rodu Sieniawskích. Postupně zastával vysoké pozice v polské armádě, byl polním hejtmanem Polsko-litevské unie(1702–1706) a následně byl vrchní hejtmanem (1706–1726).

## Životopis
Jeho rodiči byli polní hejtman koruny Mikołaj Hieronim Sieniawski a jeho manželka Cecilie Marie Radziwiłłová. V roce 1683 se zúčastnil bitvy u Vídně, byl velitelem praporu jízdy, které velel jeho otec. Po vyhrané bitvě jeho otec zemřel na následky šířící se epidemie moru v polském táboře. Následně se jeho další výchovy a kariery ujal  vrchní hejtman Stanisław Jabłonowský. V roce 1685 byl povýšen na kapitána lehké jízdy. Poté se zúčastnil vojenských výprav vedených polským králem Janen III. Sobieskim proti Krymským a Nogajských Tatarům a Turkům v Moldavském knížectví. 
V roce 1697 byl zvolen polským králem saský kurfiřt August II., s jehož volbou nesouhlasil, protože byl stoupencem francouzského prince Františka Ludvíka Bourbon-Conti. V následujícím roce již byl vojenským velitelem ve službách nového polského krále. Velmi aktivně se angažoval ve Velké severní válce. Zúčastnil se bitvy u Kliszówa v roce 1702, poté bitvy u Varšavy v roce 1705 a v roce 1706 bitvy u Kalisze, tyto bitvy byly vedeny polským králem proti švédskému vojsku. V roce 1703 byl spolu s Józefem Potockim pověřen bojem proti odbojným kozákům na Ukrajině. V roce 1706 se stal po abdikaci  Augusta II. na polského krále vůdcem Sandoměřské konfederace, která byla namířena proti Švédsku a nově zvolenému králi Stanislavu I. Leszczynskému. V roce 1709 se vrátil původní polský král August II., který jej v roce 1710 jmenoval hejtmanem Krakova a zároveň se stal prvním senátorem Polské šlechtické republiky. Nově začal podporovat ruského cara Petra I. a Rusko. V letech 1715 –1716 byl vězněn povstalci z Tarnogródské konfederace. Jako vrchní hejtman měl následkem ruského vlivu omezené pravomoci, vytvořil sice stálou polskou armádu, která však byla malého počtu vojáků oproti jiným armádám.

## Rodina
V roce 1687 se oženil s Alžbětou Helenou kněžnou Lubomirskou (1669–1729). Manželé měli dceru Marii Žofii Sienawskou (1698–1771), která byla od roku 1724 provdána za hraběte Stanislawa Ernesta Denhoffa (1673–1728) a od roku 1731 za knížete Augusta Aleksandera Czartoryského.